# جوف البطن
جوف البطن هو تجويف جسدي كبير متواجد في البشر والعديد من الحيوانات الأخرى، ويحتوي على العديد من الأعضاء بداخله. وهو جزء من جوف البطن والحوض. مكانه أسفل تجويف الصدر، وأعلى تجويف الحوض. يشكل الحجاب الحاجز الصدري سقفه ويكون على شكل قبة، وهو عبارة عن طبقة رقيقة من العضلات تقع أسفل الرئتين؛ وتتكون قاعدته من مدخل الحوض، الذي يشكل بداية جوف الحوض.

## التركيب

### الأعضاء
تشمل أعضاء جوف البطن المعدة، والكبد، والمرارة، والطحال، والبنكرياس، والأمعاء الدقيقة، والكلى، والأمعاء الغليظة، والغدد الكظرية.

### الصِفاق
يُبطن جوف البطن بغشاء حامي يُسمى الصِفاق. يُغطى الجدار الداخلي لجوف البطن بالصفاق الجداري. تتواجد الكليتان في الجوف البطني خلف الصفاق في الحيز خلف الصفاقي. وتُغطي الأمعاء بالصفاق الحشوي.
يوجد التجويف البريتوني بين الصفاق الحشوي والجداري، وهو مساحة محتملة. ويحتوي على سائل مصلي يسمح بالحركة. تظهر هذه الحركة بوضوح في الجهاز الهضمي.  يدعم الصفاق أعضاء البطن بحكم ارتباط جزئيه (الجداري والحشوي).
يقسم الصفاق جوف البطن إلى عدة أقسام. يقع إحداها -وهو الكيس الصغير- خلف المعدة، ويتصل بالكيس الكبير عن طريق ثقبة وينسلو. تلتصق بعض الأعضاء -مثل الكبد- بجدران البطن عن طريق طيات الصفاق والأربطة؛ بينما يتواجد البعض الآخر -مثل البنكرياس- في المناطق الواسعة في الصفاق. إن الأربطة البريتونية هي في الواقع ثنايا سميكة من الصفاق تستخدم لربط الأحشاء بالأحشاء، أو ربط الأحشاء بجدران البطن. ويُسمون بطريقة توضح العضو الذي يربطونه عادة. فمثلًا، يربط الرباط المعدي القولوني بين المعدة والقولون، ويربط الرباط الطحالي القولوني بين الطحال والقولون؛ أو في بعض الأحيان من خلال شكلها، مثل الرباط المُدور، أو الرباط المُثلثي.

### المساريق
المساريق هي عبارة عن ثنايا من الصفاق تتصل بجدران البطن، وتحيط الأحشاء بالكامل. وهم مزودين بكميات وفيرة من الدم. أهم ثلاثة مساريق هي مساريق الأمعاء الدقيقة، ومسراق القولون المستعرض الذي يربط الجزء الخلفي من القولون بجدار البطن، ومسراق القولون السيني الذي يغلف القولون السيني.

### الثُروب
الثروب هي عبارة عن ثنايا متخصصة من الصفاق تغلف الأعصاب، والأوعية الدموية، والقنوات اللمفاوية، والأنسجة الدهنية، والأنسجة الضامة. هناك نوعان من الثروب. الأول هو الثرب الكبير الذي يتدلى من القولون المستعرض والانحناء الكبير للمعدة. والآخر هو الثرب الصغير الذي يمتد بين المعدة والكبد.

## الأهمية السريرية

### الاستسقاء
تُسمى الحالة عندما تتجمع السوائل في تجويف البطن بالاستسقاء. لا يكون هذا عادة ملحوظًا إلا عندما تتجمع كمية كافية من السوائل لتُمدد البطن. يؤدي تجمع السوائل إلى الضغط على الأحشاء، والأوردة، والجوف الصدري. يتركز العلاج على السبب وراء تراكم هذه السوائل. تتمثل إحدى الطرق العلاجية في تقليل ضغط الوريد البابي، وهي مفيدة بشكل خاص في علاج تليف الكبد. يُشفى الاستسقاء الكيلوسي بشكل أفضل إذا أُغلق الوعاء اللمفاوي المتسبب فيه. كما يمكن أن يتسبب قصور القلب في حدوث استسقاء متكرر.

### الالتهاب
هناك اضطراب آخر يُسمى التهاب الصفاق، والذي يصاحب عادةً حدوث التهاب في مكان آخر. كما يمكن أن يحدث بسبب حدوث ضرر في أحد الأعضاء، أو من كدمة في جدار البطن من الخارج، أو عن طريق جراحة ما. أيضًا قد يُجلب عن طريق مجرى الدم، أو الجهاز اللمفاوي. الأصل الأكثر شيوعًا له هو عن طريق الجهاز الهضمي. يمكن أن يكون التهاب الصفاق حادًا أو مزمنًا، أو معممًا أو موضعيًا، وقد يكون له أصل واحد أو أصول متعددة. يمكن للثروب أن تساعد في السيطرة على انتشار العدوى، ولكن ستنتشر العدوى في جميع أنحاء جوف البطن إذا لم يؤخذ علاج. قد يتشكل خراج كرد فعل ثانوي لعدوى ما. أصبحت المضادات الحيوية وسيلة مهمة في مكافحة الخراجات. ومع ذلك، عادة ما يكون التفريغ الخارجي مطلوبًا في بعض الحالات. 